# Saumòs
Saumòs (en francès Saumos) és un municipi francès situat al departament de la Gironda i a la regió de la Nova Aquitània.

## Demografia
| 1962                                       | 1968 | 1975 | 1982 | 1990 | 1999 | 2007 |
| ------------------------------------------ | ---- | ---- | ---- | ---- | ---- | ---- |
| 219                                        | 276  | 285  | 296  | 346  | 339  | 489  |
| Des de 1962: població sense dobles comptes |      |      |      |      |      |      |

## Administració
| Període   | Identitat         | Partit        |
| --------- | ----------------- | ------------- |
| 2001-2008 | Yves Vignau       |               |
| 2008-     | Fernand Gaillardo | Divers gauche |